# Paracrias reticulatus
Paracrias reticulatus är en stekelart som beskrevs av Christer Hansson 2002. Paracrias reticulatus ingår i släktet Paracrias och familjen finglanssteklar.
Artens utbredningsområde är:
- Costa Rica.
- Honduras.

Inga underarter finns listade i Catalogue of Life.